# Авила, Андреа
Андре́а Веро́ника А́вила (исп. Andrea Ávila; род. 4 апреля 1970, Вилья-Карлос-Пас, Кордова) — аргентинская спортсменка. Участница двух Олимпийских игр. Призёр Панамериканских игр 1995 года.

## Спортивная биография
Первым крупным мировым стартом в карьере аргентинской спортсменки стал чемпионат мира 1993 года в помещениях. Андреа смогла пробиться в финал в тройном прыжке, но заняла лишь 10 место. В 1995 году Авила приняла участие в крупнейшем турнире американского континента Панамериканских играх, проходивших в аргентинском Мар-дель-Плата. Андреа приняла участие в соревнованиях по прыжкам в длину и тройном прыжке. Оба старта оказались удачными. Прыжок на 6,52 м. принёс аргентинке серебро в прыжках в длину, а результат 13,84 м. позволил ей стать бронзовой призёркой в тройном прыжке.
Дебют на Олимпийских играх состоялся в 1996 году на играх в Атланте. Показав в квалификации прыжков в длину результат 6,00 м. Андреа заняла лишь 31 место и не смогла отобраться в финал. По такому же сценарию прошли для аргентинской прыгуньи и соревнования на Олимпийских играх в Сиднее. Квалификационный раунд в прыжках в длину Авила закончила на 31 месте, прыгнув на 6 метров 11 сантиметров.
Андреа Авила трижды принимала участие в чемпионатах мира, но ни разу не смогла подняться выше 12 места.